# 말름퀴스트 편향
말름퀴스트 편향(Malmquist bias)은 관측천문학에서, 밝은 천체가 발견되기 쉽다는 본질적 요소에서 기인하는 효과를 말한다. 스웨덴의 천문학자 군나르 말름퀴스트(1893년 ~ 1982년)가 1922년 최초로 제기하였고, 1925년에 크게 상술하였다. 말름퀴스트 편향은 통계학에서 말하는 선택편향의 일종이다. 천문관측에서 일정 겉보기 밝기 이하로 어두운 천체들은 잡아낼 수 없기에, 관측결과의 분석에 편향이 발생하게 된다. 별과 은하는 멀리 떨어져 있을수록 더 어두워 보이므로 편향의 정도는 먼 우주(적색편이가 큰 우주)에서 더 커진다. 광도가 큰 천체들은 멀리 떨어져 있어도 잘 보이기 때문에, 거리에 대한 밝기 및 다른 물리량에 대한 거짓 추세가 나타나게 한다. 이 효과로 인해 천문학사상 많은 발견들이 사실 잘못된 것이었음이 밝혀졌다. 말름퀴스트 편향을 적절하게 보정하는 것은 현재 천문학계에서 중요한 주제로 다루어지고 있다.